# Lubize
Pierre-Michel Martin, dit Lubize ou Martin-Lubize, né le 21 février 1798 (3 ventôse an VI) à Bayonne et mort le 28 janvier 1863 dans le 9e arrondissement de Paris, est un auteur dramatique et librettiste français
Connu également sous le pseudonyme de Morel, il est l'auteur de plus d'une centaine de vaudevilles, seul ou en collaboration.

## Biographie
Fils de Michel Martin, ancien soldat devenu employé aux écritures, et de Marie Lubize dont il choisit le nom comme pseudonyme, il fait ses études au collège Bourbon et travaille d'abord dans les bureaux de la banque Laffitte et Cie.
Le 21 juin 1828, il épouse Virginie Guyot et débute au théâtre en 1832 par une pièce en trois actes, L'Abbaye-aux-Bois, écrite en collaboration avec Pixérécourt.
En mai 1844, Lubize prend la direction du théâtre du Vaudeville où il succède au dramaturge Jacques-François Ancelot.
À l'annonce de son décès, on peut lire dans la revue Jean Diable : 

« M. Pierre Henri [sic] Martin dit Lubize vient de mourir à l'âge de 61 ans. Cet auteur dramatique, né à Bayonne, a tenu une place assez importante parmi les producteurs de notre époque. Tour à tour collaborateur de MM. Léonce, Théaulon, Cogniard frères, Grangé, Eugène Guinot, Labiche, Siraudin, Brisebarre, Paul de Kock, Varin, Michel Delaporte, etc., etc., il a mêlé son nom aux leurs dans la signature d'un grand nombre de vaudevilles, dont beaucoup eurent un franc succès, entre autres le Conseil de discipline, Une assemblée de créanciers, le Muet de Saint-Malo, la Tasse cassée, le Misanthrope et l'Auvergnat, Obliger est si doux, le Spectacle à la Cour.

M. Lubize sans collaborateurs n'a pas été moins heureux : la Cinquantaine et Latude suffiraient pour le prouver.

On remarquait à ses obsèques, parmi les gens du monde dramatique, MM. Hyppolyte Cogniard, Siraudin, Raymond Deslandes, Monval, Delacour et Michel Delaporte. »

Il était l'oncle de l'auteur dramatique Henry Becque (1837-1899).

## Œuvres
- 1832 : L'Abbaye-aux-Bois, ou la Femme de chambre, histoire contemporaine en trois actes et six tableaux de René-Charles de Pixérécourt et Henri Martin, théâtre de la Gaîté (14 février)
- 1832 : Tout pour ma fille, drame-vaudeville en trois actes de Lubize, E. F. Varez et Léonce Laurençot, théâtre de la Gaîté (24 juillet)
- 1832 : M. Lombard, ou le Voyage d'agrément, folie-vaudeville en un acte de Lubize, Charles Varin et Desvergers, théâtre de la Porte-Saint-Martin (15 août)
- 1833 : Fils aîné de la veuve, drame-vaudeville en 1 acte, avec Edmond-Frédéric Prieur
- 1834 : La Cinquantaine, comédie-vaudeville en un acte de Lubize, théâtre du Gymnase-Dramatique (19 juillet)
- 1835 : Au clair de la lune, ou les Amours du soir, vaudeville en trois actes de  Lubize, Varin et Desvergers, théâtre des Variétés (11 février)
- 1835 : La Suicidomanie, vaudeville en un acte de Lubize et Pierre Clozel[12], théâtre du Cirque-Olympique (25 juin)
- 1835 : Une heure dans l'autre monde, folie-parade mêlée de couplets par Lubize et Eugène Ronteix, théâtre du Panthéon (28 septembre)
- 1836 : Ma sœur et ma place, comédie-vaudeville en un acte de Lubize et Hestienne, théâtre des Variétés (27 mars)
- 1836 : Arriver à propos, comédie-vaudeville en un acte de Lubize et Étienne Arago, théâtre du Vaudeville (7 septembre)
- 1836 : Le Conseil de discipline, vaudeville en un acte de Lubize et des frères Cogniard, théâtre du Palais-Royal (10 septembre)
- 1836 : Fils aîné de veuve, drame-vaudeville en un acte de Lubize et Maillard, théâtre des Folies-Dramatiques (21 octobre)
- 1837 : Le Muet de Saint-Malo, ou les Grandes émotions, vaudeville en un acte de Lubize et Varin, théâtre du Vaudeville (6 février)
- 1837 : La Barbe de Jupiter, vaudeville en un acte de Lubize et Jules-Auguste Rauzet[13], théâtre des Folies-Dramatiques (13 mai)
- 1837 : Spectacle à la Cour, vaudeville en deux actes de Lubize, Emmanuel Théaulon et Gustave Albitte, théâtre du Gymnase (25 novembre)
- 1838 : La Bonne Vieille, comédie-vaudeville en un acte de Lubize, théâtre des Folies-Dramatiques (25 janvier)
- 1838 : La Bourse de Pézénas, grrrrande [sic] spéculation industrielle mêlée de vaudevilles de Lubize et Léonce, théâtre du Gymnase-dramatique (15 mai)
- 1838 : La Cachucha, ou Trois Cœurs tout neufs, vaudeville en un acte de Morel, théâtre du Gymnase (30 juillet)
- 1839 : La Baronne de Pinchina, vaudeville en deux actes de Lubize et Édouard Brisebarre, théâtre des Folies-Dramatiques (7 février)
- 1840 : Les Roueries du marquis de Lansac, comédie-vaudeville en trois actes de Lubize et Brisebarre, théâtre de la Gaîté (16 février)
- 1840 : La Mère Godichon, vaudeville en trois actes de Lubize et Michel Delaporte, théâtre des Folies-Dramatiques (19 mars)
- 1840 : Les Dîners à trente-deux sous, vaudeville en un acte de Lubize, des frères Cogniard et d'Hippolyte Rimbaut, théâtre du Palais-Royal (16 mai)
- 1840 : Une assemblée de créanciers, tableau-vaudeville en un acte de Lubize et Théaulon, théâtre du Gymnase-Dramatique (2 juin)
- 1840 : Les Mystères d'Udolphe, vaudeville fantastique en deux actes de Lubize et ***, théâtre des Folies-dramatiques (3 juin)
- 1841 : M. Gribouillet, vaudeville en un acte de Lubize et Paul de Kock, théâtre de la Porte-Saint-Martin (7 mai)
- 1841 : La Pommade du lion, vaudeville en un acte de Lubize et Fortuné, théâtre des Folies-Dramatiques (20 juin)
- 1841 : Les Pages et les Brodeuses, vaudeville en deux actes de Lubize et Charles Davesne, théâtre des Folies-Dramatiques (18 juillet)
- 1841 : Les Jolies Filles de Stilberg, ou les Pages de l'empereur, vaudeville en un acte de Lubize, théâtre du Gymnase (30 décembre)
- 1842 : Claudine, drame en trois actes de Lubize et Charles Desnoyer d'après la nouvelle de Florian, théâtre de la Porte-Saint-Martin (30 août) (avec Anaïs Rey dans le rôle principal)
- 1843 : Un mauvais père, de Lubize et Lajariette, théâtre de la Gaîté (12 avril)
- 1844 : Les Trois Péchés du Diable, vaudeville en un acte de Lubize et Varin, théâtre du Gymnase (14 septembre)
- 1844 : Les Petites Bonnes de Paris, vaudeville en trois actes de Lubize et d'Hippolyte Le Roux, théâtre du Palais-Royal (30 décembre)
- 1845 : La Coqueluche du quartier, vaudeville en un acte de Lubize, théâtre de la Gaîté (3 février)
- 1845 : Chacun chez soi, comédie-vaudeville en un acte de Lubize et Léonce Laurençot, théâtre du Gymnane-Dramatique (15 juin)
- 1845 : L'Homme et la Mode, comédie-vaudeville en deux actes de Lubize et Lajariette, théâtre du Vaudeville (22 juillet)
- 1846 : Les Trois Amoureux de Mariette, comédie-vaudeville en trois actes de Lubize et Brisebarre, théâtre des Folies-Dramatiques (19 février)
- 1847 : La Bouquetière du marché des Innocents, vaudeville en trois actes de Lubize et Charles Dallard, théâtre des Délassements-Comiques (3 avril)
- 1849 : La Tasse cassée, comédie-vaudeville en un acte de Lubize et Paul Vermond, théâtre du Gymnase-Dramatique (8 février)
- 1849 : Une femme qui a une jambe de bois, comédie en un acte mêlée de couplets de Lubize et Hermant, théâtre de la Montansier (16 juillet)
- 1852 : Le Misanthrope et l'Auvergnat, comédie en un acte mêlée de couplets de Lubize, Eugène Labiche et Paul Siraudin, théâtre du Palais-Royal (10 août)
- 1854 : Si ma femme le savait !, vaudeville en deux actes de Lubize et Chiarini-Lange, théâtre des Variétés (8 août)
- 1855 : La Bride sur le cou, vaudeville en un acte de Lubize, théâtre du Vaudeville (30 septembre)
- 1856 : La Bourse au village, vaudeville en un acte de Lubize, Clairville et Siraudin, théâtre des Variétés (2 juillet)
- 1856 : Obliger est si doux !, comédie mêlée de couplets en un acte par Lubize, Laurencin et Chapelle, théâtre du Palais-Royal (29 novembre)
- 1857 : Le Secret de ma femme, vaudeville en un acte de Lubize et Hermant, théâtre du Vaudeville (27 juillet)

## Écrits
- 1834 : Le Commis et la Grande Dame, Bibliothèque des romans nouveaux, Paris